# Oscar Henriquez
Oscar Siegfried Henriquez (Saba, 25 september 1926 - Aruba, 11 juli 2018) was een Arubaans politicus, bestuurder, zakenman en ondernemer. Hij behoort tot de grondleggers van de toeristische ontwikkeling van Aruba.

## Biografie
Henriquez was zoon van dokter P.I. Henriquez, in leven hoofd van de openbare gezondheidsdienst van de Nederlandse Antillen, en J.D. Henriquez-van Dantzig. Hij bezocht de H. J. A. Schroederschool te Emmastad op Curaçao. In 1939, bij de pensionering van vader Henriquez, verhuisde het gezin naar Aruba, alwaar hij de Julianaschool bezocht en het MULO-diploma behaalde. Daarna ging hij in 1942 naar Curaçao, waar hij aan het Peter Stuyvesant College het H.B.S. B-diploma behaalde. In 1945 trad hij als dienstplichtige (schutter) op Aruba in militaire dienst.
Henriquez begon zijn carrière bij de overheid op 1 maart 1947 op de afdeling Financiën van het bestuurskantoor te Oranjestad. Naast zijn betrekking op de afdeling Financiën was hij van 1947 tot 1950 secretaris van de Raad van Politie op Aruba, een voorloper van de eilandsraad.
In 1950 ging hij voor één jaar met een V.N.-studiebeurs naar de Verenigde Staten, alwaar hij een opleiding volgde in overheidsfinanciën, administratie en personeelsadministratie. In mei 1953 werd hij benoemd tot waarnemend hoofd van de afdeling Financiën. In deze periode was hij gedurende vele jaren actief in verschillende sportorganisaties. Zo was hij bestuurslid van de Arubaanse Baseball Bond, lid van de Arubaanse Boxing Commissie, bestuurslid van de S.V. Caribe en gedurende vijf jaar voorzitter van de Arubaanse Sport Unie. Zelf beoefende hij de sporten: tennis, voetbal en schermen. Op 28 januari 1956 huwde hij met Vera Croes, geboren te Aruba. Uit dit huwelijk zijn drie dochters geboren.

### Politicus en bestuurder
In 1949 was Henriquez, samen met Juancho Irausquin, een van de oprichters van de PPA. Hij verscheen als nummer 7 op de kandidatenlijst van de PPA voor de eilandsraadverkiezingen in 1955 en werd gekozen tot raadslid. Henriquez werd vervolgens door de eilandsraad gekozen tot gedeputeerde belast met zaken vallende onder Financiën, Economische Zaken, Volksgezondheid en het Water- en Energiebedrijf. Ook kreeg Henriquez als eerste in de geschiedenis van Aruba "toerisme" als portefeuille.  

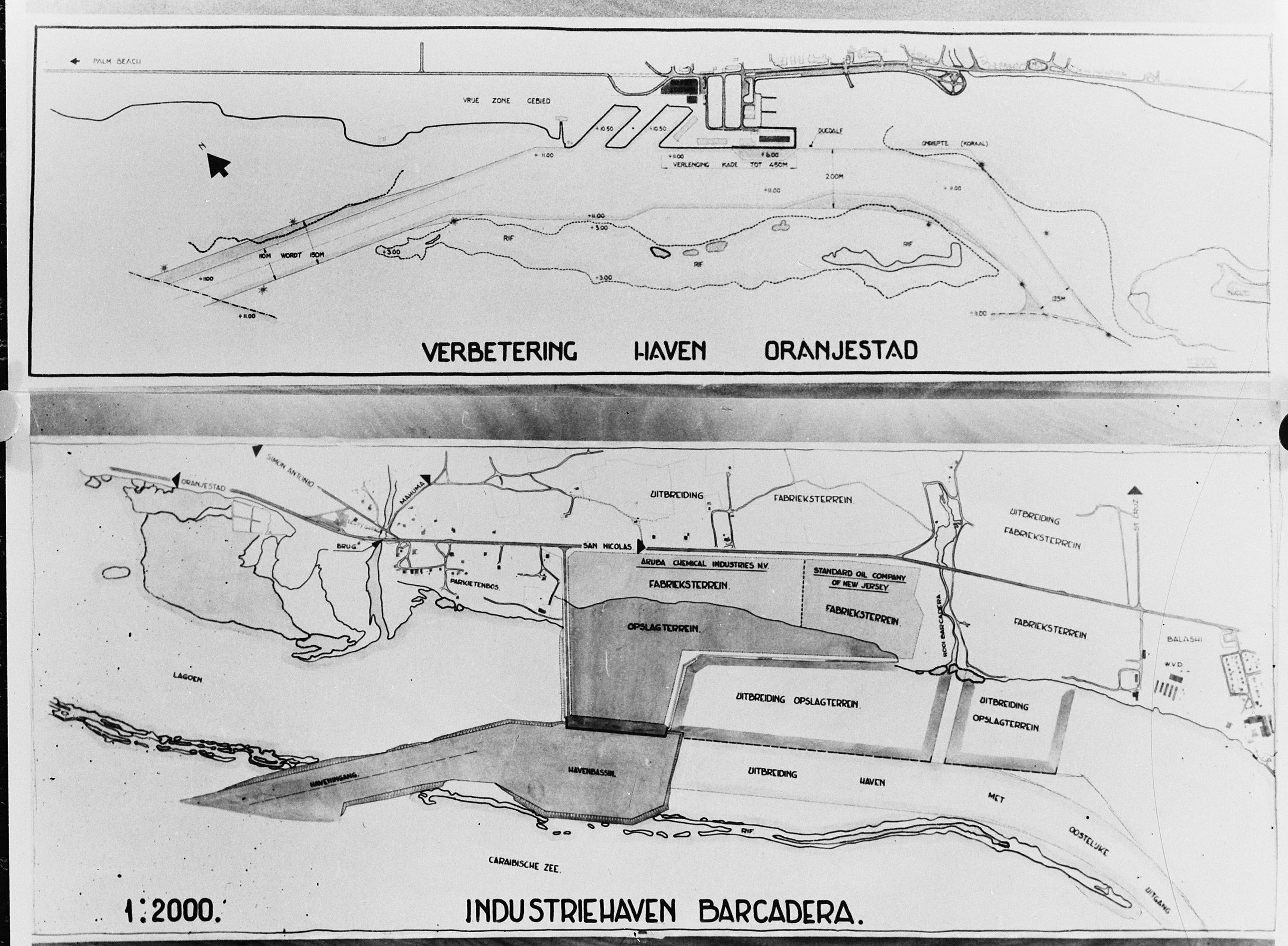
Schets van de aan te leggen industriehaven Barcadera (1961)

 Als gedeputeerde in het bestuurscollege wierp Henriquez zich op als promotor van verbreding van de economische basis van Aruba. Er werden een aantal grote projecten uitgevoerd, waaronder het Aruba Caribbean Hotel (thans bekend als Hilton Aruba Caribbean Resort & Casino) en de aanleg van een nieuw stationsgebouw. Ook werd gewerkt aan het Prinses Beatrixvliegveld met uitbreiding en aanleg van een nieuw landingsbaan, het geschikt maken van de haven van Oranjestad voor het meren van grote toeristenschepen, uitbreiding van de water- en electraproductie WEB ten behoeve van vestiging van industriële projecten, de aanwijzing van terreinen te Barcadera voor industrievestiging en de aanleg van een industriehaven.
Van 1 juli 1958 tot 1 maart 1960 bekleedde hij de positie van waarnemend gezaghebber van Aruba. Gedurende zijn ambtelijke loopbaan had hij nog verschillende nevenfuncties, zoals commissaris van het Algemeen Pensioenfonds van de Nederlandse Antillen en directeur van hotelmaatschappij N.V. Aruven. In 1960 nam hij namens de Nederlandse Antillen deel aan de voorbesprekingen in Den Haag over de associatie van de Nederlandse Antillen met de E.E.G.. In 1961 nam hij deel aan de Ronde Tafel Conferentie (RTC) besprekingen als adviseur van de Antilliaanse ministerraad. 
Toen Juancho Irausquin in juni 1962 onverwachts overleed, trad Henriquez in zijn plaats aan als minister van Financiën en Welvaartszorg in het derde kabinet Jonckheer (1962-1966). Ook nam hij, samen met Ernesto Petronia, gedurende enige tijd het leiderschap van de PPA over. Zijn ministerschap legde hij neer bij zijn benoeming door de Kroon tot gezaghebber van het eilandgebied Aruba. Henriquez vervulde dit ambt van 26 april 1963 tot en met 31 december 1972. Na de ingang van de status aparte van Aruba op 1 januari 1986 diende hij als de eerste regeringscommissaris en voorzitter van de raad van commissarissen van de Centrale Bank van Aruba.

### Zakenman en ondernemer
Na zijn aftreden als gezaghebber stapte Henriquez over naar het bedrijfsleven. Hij werd per 1 januari 1973 adjunct-directeur van S.E.L. Maduro & Sons Aruba, een Antilliaanse conglomeraat van bedrijven in de maritieme dienstverlening, reis- en toerisme industrie. Later werd hij directeur, een functie die hij uitoefende tot zijn vertrek in 1988. In de periode 1975-1984 was hij tevens directeur van het moederbedrijf, Maduro Holding, te Curaçao. Van 1974 tot 1975 was Henriquez lid van het bestuur van de Kamer van Koophandel Aruba. Na zijn vertrek bij S.E.L. Maduro & Sons richtte hij een tour- en watersportbedrijf op onder de naam Pelican Tours & Watersports. Dit familiebedrijf is tot heden operationeel.
Na een korte ziekte overleed Henriquez op 91-jarige leeftijd.

### Onderscheidingen
Voor zijn verdiensten kreeg hij verschillende officiële onderscheidingen, waaronder Officier in de Orde van Oranje-Nassau (NL, 1960), de Grootkruis van de Orde van Francisco de Miranda (Venezuela, 1971) en de Grootkruis (zilver) van de Orde van Duarte, Sanchez en Mella (Dominicaanse Republiek, 1972).